# Haki Karer
Haki Karer (* 1950 in Ulubey, Türkei; † 18. Mai 1977 in Gaziantep) war eine zentrale Identifikationsfigur der kurdisch-sozialistischen Bewegung und Auslöser für die Gründung der Untergrundorganisation Arbeiterpartei Kurdistans (PKK).

## Leben und politische Aktivitäten
Haki Karer war türkischer Herkunft und wurde im Jahr 1950 in Ulubey (Ordu) geboren. Dort absolvierte er die Mittelschule und besuchte das Gymnasium. Für sein Studium zog er nach Ankara. Nachdem er in den 1970ern von der Entwicklung der revolutionären Bewegung beeindruckt war, schloss er sich dieser an. Schließlich wurde er Mitglied in der studentischen Jugendbewegung AYÖD, die sich als ein Verein gegen Imperialismus und Oligarchie verstand und dem linken Spektrum zuzuordnen war. In Ankara lernte er auch Abdullah Öcalan und Kemal Pir kennen und sie stellten fest, dass sie die gleichen politischen Ansichten hatten. Somit trat Karer der sozialistisch-kurdisch geprägten „Apocular“-Gruppe bei, deren Kopf der spätere Hauptbegründer und Vorsitzende der PKK Öcalan war. Später erlangte Karer hohes Ansehen im revolutionär-sozialistischen Milieu. Er war der Meinung, dass der Frieden in der Türkei nur durch die Freiheit der Kurden erlangt und gewährleistet werden konnte. Dazu war nach seiner Überzeugung eine Revolution notwendig. Um sich der Revolution zu widmen und sie voranzutreiben, brach er sein Studium ab.
Er zog nach Ostanatolien, zunächst in den Bezirk Batman. Da er die kurdische Sprache nicht beherrschte, traf er bei vielen Menschen auf Widerstand. Deshalb reiste er anschließend nach Gaziantep. In Gaziantep war seine politische Tätigkeit für die Apoistische Bewegung, die das Anwerben neuer Mitglieder einschloss, deutlich erfolgreicher.
Sein Bruder Baki Karer war ebenfalls ein hochrangiger PKK-Kader. Er fiel in Ungnade, wurde von der Organisation inhaftiert, konnte entkommen und floh nach Europa.

## Tod und die Folgen
Haki Karer wurde am 18. Mai 1977 in einem Café in Gaziantep bei einer politischen Diskussion niedergeschossen. Der Täter war ein Aktivist einer gegnerischen kurdischen Gruppierung namens Stêrka Sor (Roter Stern). Sein Tod beschleunigte die Bildung der PKK als zentralistische und autoritär geführte Partei. Im Interview mit Doğu Perinçek erklärte Abdullah Öcalan im Oktober 1989, Vergeltung für den Tod von Haki Karer sei der Auslöser des bewaffneten Kampfes der PKK gewesen.
Der Mord geschah in einer Zeit, wo politische Morde an der Tagesordnung waren. Um den Tod Karers ranken sich verschiedene Deutungen. Sein Bruder Baki Karer, ein Ex-Mitglied der PKK, behauptet, Haki Karer habe die Beziehungen Öcalans zu Kesire Yıldırım und Pilot Necati, die er für eine Verräter gehalten haben soll, kritisiert, und sei deswegen getötet worden. Allerdings erhob Baki Karer diese Anschuldigungen erst, als er die Partei verlassen hatte. Eine gängige Variante seines Todes besagt, dass er nicht durch den Schuss umgekommen sei, sondern durch Manipulationen im Krankenhaus.
Haki Karer ist in der PKK eine Identifikationsfigur und wird als Märtyrer verehrt.